# Lola Buzón
Lola Buzón (Sevilla, 1991) es una actriz española.

## Biografía
Lola Buzón nació en Sevilla, en 1991.Se crio en el barrio de Triana.
Estudió interpretación en la escuela Work in Progress de Madrid. Su primer papel como actriz fue interpretar a La Paca en la película de  Te estoy amando locamente de Alejandro Marín. El personaje está inspirado en Mar Cambrollé, activista por los derechos de las personas transgénero. Por su interpretación, fue candidata a los Premios Goya, en la categoría de mejor actriz de reparto, pero no consiguió la nominación.
Compagina su formación en interpretación en la Escuela Superior de Arte Dramático de Sevilla,con el trabajo de camarera en un restaurante mexicano en Sevilla.
En 2023, junto con la artista pionera Manolita Chen y el reparto de Te estoy amando locamente, compuesto por Alba Flores, Ana Wagener, Omar Banana, Carmen Orellana, La Dani, Alex De la Croix, Jesús Carroza, Mari Paz Sayago y Manuel Morón, leyeron el pregón de las fiestas del Orgullo LGTBI+ en Madrid en la plaza de Pedro Zerolo.
En febrero de 2024 fue parte del elenco de Rocky Horror Madness Show, espectáculo que combina la proyección de The Rocky Horror Picture Show con actuaciones en vivo en Sevilla,y en marzo presenta junto al psicólogo Sergio Bero la novela Mimi me salvó sobre realidades trans/agénero donde ella misma aporta un prólogo lleno de ternura y emoción.
En junio de 2024, con motivo del día del Orgullo LGBT+, fue pregonera, junto a la escritora Valeria Vegas, en el evento «Jaén pierde aceite» en la ciudad jienense.

## Premios y nominaciones
En marzo de 2024, fue galardonada junto con Alex de la Croix, con el Premio Andalesgai, «por sus esfuerzos en visibilizar la lucha trans, por destacar en el difícil mundo del cine y porque rebosan arte», según comunicó el Festival de Cine Lésbico y Gai de Andalucía en sus redes sociales.

## Filmografía
- Te estoy amando locamente  (2023)